# Westborough (Massachusetts)
Pour les articles homonymes, voir Westborough.
Westborough est une ville du Comté de Worcester dans l’État du Massachusetts.
Elle a été incorporée en 1717.
Sa population était de 21 567 habitants en 2020.